# Зугне

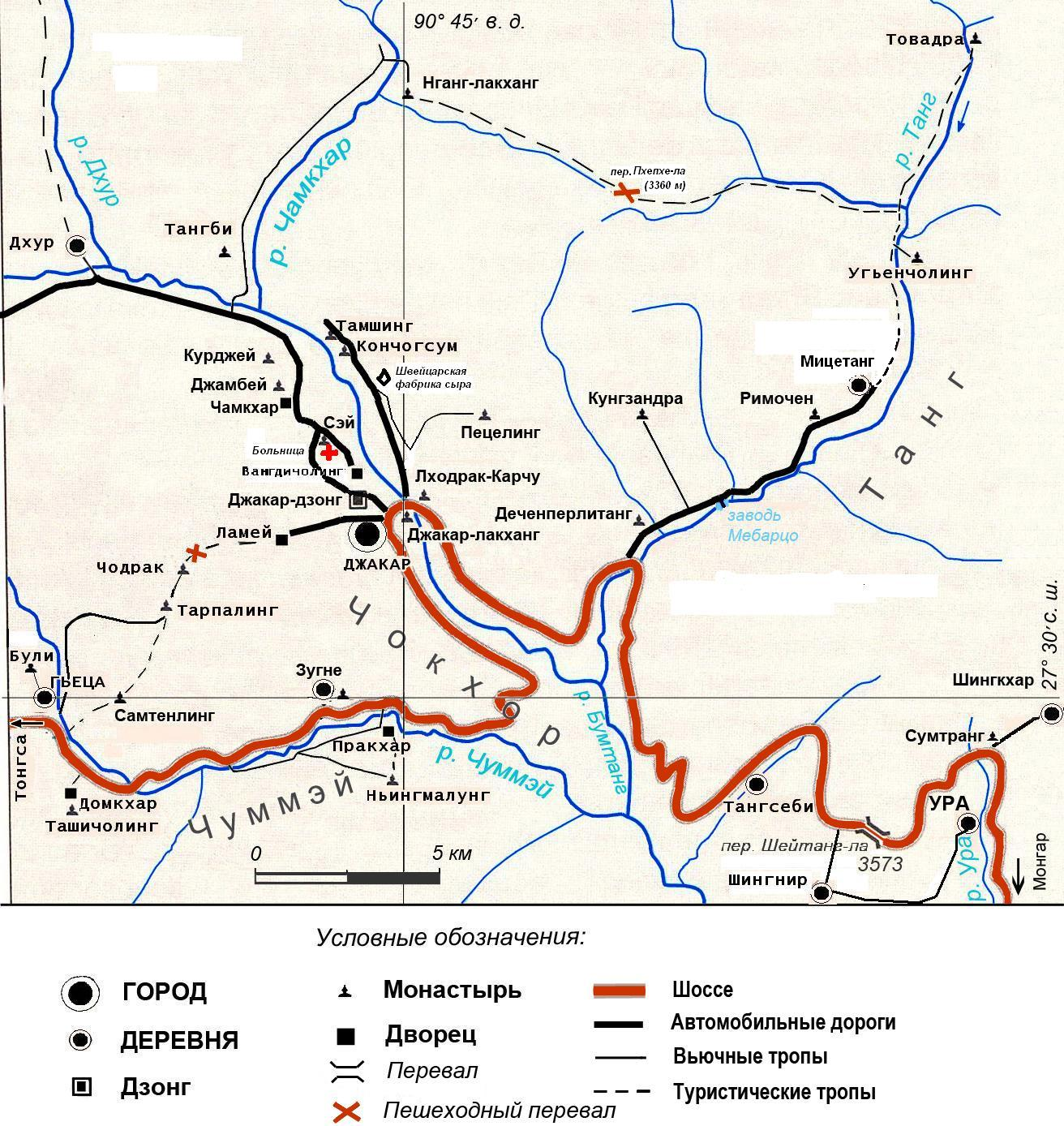
Карта центральной части Бумтанга

Зугне (дзонг-кэ ཟ􀰆ར་གནས།, вайли zhur gnas, лат. zugne, Зунгне, Зунге, Зугней) — посёлок в гевоге Чуммэй в Бумтанге в центральном Бутане, на дороге от Тонгса к Джакару, к востоку от Гьеца, к северу от реки Чуммэй.
По другую сторону от реки через мост находится дворец Пракхар.
Здесь развит прядильный промысел, жители делают шарфы в бутанском стиле и шерстяные ятры на педальных ткацких станках. В восточной части посёлка находятся два центра по выстакке-продаже местных изделий.
В посёлке имеется небольшой, но очень древний храм Зугне-лакханг, в котором установлена статуя Вайрочаны, считается, что храм входил в 108 храмов, установленных в Гималаях тибетским царём Сонгцен Гампо в VII веке. Храм в 1978 году украшен работами монаха Лам Пемала (1926—2009), .
В западной части посёлка находится гидроэлектрическая установка, позволяющая обеспечивать электричеством многие населённые пункты Бумтанга.